# Новозеландский горный прыгающий попугай
Новозеландский горный прыгающий попугай, или оранжеволицый какарики, или альпийский какарики (лат. Cyanoramphus malherbi) — вид птиц семейства попугаевых. Подвидов не выделяют. Видовое название дано в честь французского орнитолога Альфреда Малерба (1804—1865).

## Внешний вид
Длина тела 20-25 см. Окраска оперения тёмно-зелёная, на брюшной стороне имеет более светлый оттенок. Темя и лоб ярко-красного цвета с металлическим отблеском. У самцов клюв значительно крупнее, чем у самок; цвет клюва голубой.

## Распространение
Обитает в Новой Зеландии на северной половине острова Южный.

## Образ жизни
Населяют высокогорные леса альпийской зоны. Живёт до 16 лет.

## Размножение
В кладке от 5 до 6 яиц. Птенцы покидают гнездо через 35-40 дней.

## Угрозы и охрана
Численность популяции неизвестна, встречи этих птиц весьма редки. В Новой Зеландии находится под охраной закона. Занесён в Красную книгу, как исчезающий вид.
Ранее полагали, что этот попугай представляет не самостоятельный вид, а лишь цветовую морфу желтолобого прыгающего попугая (Cyanoramphus auriceps). 